# Amherst (Quebec)
Amherst é um município-cantão da província de Quebec, Canadá. Está localizado no município regional de condado de Les Laurentides e a sua vez, na região administrativa de Laurentides. Faz parte das circunscrições eleitorais de Labelle a nível provincial e de Laurentides−Labelle a nível federal.

## Geografia
Amherst encontra-se localizada nas coordenadas 46° 03′ 00″ N, 74° 46′ 01″ O. Segundo Statistics Canada, tem uma superfície total de 231.18 km² e é uma das 1135 municipalidades nas que está dividido administrativamente o território da província de Quebec.

## Demografia
Segundo o censo de 2011, tinha 1524 pessoas residindo neste cantão com uma densidade populacional de 6.59 hab./km². Os dados do censo mostraram que das 1421 pessoas em 2006, em 2011 a mudança populacional foi de 103 habitantes (7,2%). O número total de inmuebles particulares resultou de 1608 com uma densidade de 6.96 inmuebles por km². O número total de moradias particulares que se encontravam ocupadas por residentes habituais foi de 760.